# Систем Кэпитал Менеджмент
SCM (System Capital Management) Limited — самая большая инвестиционная группа Украины. Её предприятия и холдинги работают в Украине, на Кипре, в Нидерландах, Италии, Болгарии, Швейцарии, Великобритании и США.
SCM инвестирует в горно-металлургическую отрасль (Metinvest B.V. (Нидерланды)), энергетику (DTEK B.V. (Нидерланды)), добычу полезных ископаемых, банковский и финансовый сектор (ПУМБ), медиа-бизнес (Медиа Группа Украина), телекоммуникации (Укртелеком), недвижимость (ЭСТА Холдинг), розничную торговлю (ЦУМ Киев), сельское хозяйство (HarvEast), а также сферу транспорта и логистики (Лемтранс и Портинвест).

## Собственник и руководство
100 % акций АО «СКМ» принадлежат Ринату Ахметову.
Олег Попов управляет всей инвестиционной группой SCM с 2006 года и возглавляет с ноября 2018 года её основную инвестиционную компанию — SCM Holdings Limited. Олег Попов и другие члены инвестиционной команды представляют интересы SCM как в инвестиционных комитетах компаний SCM, так и в наблюдательных советах бизнеса.

## История
В 2000 году в городе Донецк, Украина, была основана компания АО «СКМ» (System Capital Management, SCM) для управления бизнес-активами Рината Ахметова.
В ходе начатой в 2006 году программы корпоративной реструктуризации отдельные операционные активы СКМ были объединены в отраслевые холдинги, которым были переданы права на владение и управление ими. Так были сформированы два основных холдинга — Метинвест (горно-металлургический бизнес) и ДТЭК (энергетический бизнес). Также изменилась роль компании: от операционного управления отдельными активами она перешла к стратегическому управлению сформированными отраслевыми холдингами или направлениями бизнеса.
По словам Олега Попова, после выделения отраслевых холдингов компания больше не занимается операционной деятельностью.
«SCM — это инвестиционная компания. Мы сделали инвестицию, потом наняли менеджера, обозначили цели и установили правила игры, по которым надо работать, и в этой парадигме работаем».
Сейчас SCM в качестве инвестиционной компании вкладывает собственный капитал в бизнес-возможности, которые считает привлекательными. Компания осуществляет контроль за эффективностью своих инвестиций, в том числе посредством участия инвестиционных менеджеров SCM в корпоративном управлении объектами инвестиций.
По словам Олега Попова, в приоритете SCM — стать более устойчивой и глобальной.
«Будем много инвестировать в наши украинские бизнесы и расширять географию бизнесов в металлургии и энергетике. Мы хотим победить наши проблемы в экологии, чтобы даже после этого мы работали над утилизацией отходов уже в качестве отдельного бизнеса. Мы хотим, чтобы у нас работали счастливые люди. Потому что когда у тебя работают люди за зарплату, их трудно мотивировать. Мы хотим, чтобы у нас работали мотивированные люди. Для этого мы будем развивать образовательные проекты, помогать развиваться городам, в которых работаем. Чтобы мы всегда шли вперед, и чтобы приносили пользу. Как себе, так и обществу».

## Деятельность компании
В настоящее время[когда?] SCM Limited управляет бизнесами, объединяющими более 500 предприятиями, на которых работает около 200 тысяч человек.
В данном списке представлены компании, которыми АО СКМ владеет на 50 или более процентов:
- АО «Систем Кэпитал Менеджмент» — стратегическое управление
- SCM Holdings Ltd. — владение корпоративными правами активов группы СКМ
- SCM Advisors (UK) Limited — функции инвестиционного советника группы СКМ за пределами Украины
- Метинвест Холдинг — горно-металлургическая отрасль
  - Северный горно-обогатительный комбинат
  - Центральный горно-обогатительный комбинат
  - Ингулецкий горно-обогатительный комбинат
  - Комсомольское рудоуправление
  - United Coal Company
  - Авдеевский коксохимический завод
  - Инкор и Ко
  - ММК им. Ильича
  - Азовсталь
  - Промет Стилл АД
  - Ferriera Valsider
  - Metinvest Trametal
  - Spartan UK
  - Метинвест-Шиппинг
  - ООО Метинвест-Ресурс
  - Metinvest International S.A.
  - Метинвест-Евразия
  - Метинвест-Украина
  - Метинвест-СМЦ
  - Метинвест Дистрибуция
  - Метинвест-ПромСервис
  - Метинвест-Инжиниринг
  - Метинвест-МРМЗ
  - Здравница Плюс
  - ПАО «Запорожсталь»
  - ПАО «Запорожогнеупор»
  - ПАО «Запорожкокс»
  - Метинвест-КРМЗ
  - ООО ЗЛМЗ
- ДТЭК — энергетический бизнес
  - ДТЭК Павлоградуголь
  - Шахта «Комсомолец Донбасса»
  - Моспинское углеперерабатывающее предприятие
  - Центральная обогатительная фабрика «Кураховская»
  - Центральная обогатительная фабрика «Павлоградская»
  - Центральная обогатительная фабрика «Добропольская»
  - Центральная обогатительная фабрика «Октябрьская»
  - Востокэнерго
  - Днепроэнерго
  - ДТЭК Высоковольтные сети
  - Социс
  - ДТЭК Сервис
  - ПЭС-Энергоуголь
  - Винд Пауэр
  - Киевэнерго
  - Corum Group — производство горно-добывающего оборудования
- Банки
  - Первый Украинский Международный Банк (ПУМБ)
- Страхование
  - АСКА
  - АСКА-Жизнь
- Медиа Группа Украина — телевидение, интернет- и печатные издания
  - Телеканал «Украина»
  - Телеканал «Футбол1»
  - Телеканал «Футбол2»
  - Телеканал «Индиго»
  - Телеканал «НЛО-ТВ»
  - Телеканал «Донбасс»
  - Телеканал «34 канал»
  - Digital Screens (Интернет-видеосервис oll.tv)
  - Портал Segodnya.ua
  - РИО
  - Вечерний Донецк
  - Донецкие новости
  - Приазовский рабочий
  - Типография в г. Вышгород

В июле 2022 года SCM вышла из медиабизнеса.
- ЭСТА Холдинг[укр.] — недвижимость
  - Вторая очередь БЦ «Леонардо». Бизнес-центр в Киеве.
  - Отель «Опера». Гостиница в Киеве.
  - Киевский ЦУМ. Универсальный магазин в Киеве.
  - Логистический центр в г. Днепропетровске.
- United Minerals Group — производство минерального сырья
  - Веско
  - Дружковское рудоуправление
  - Огнеупорнеруд
- ООО «Портинвест» — портовый холдинг
- ООО «Лемтранс» — транспортно-экспедиторская компания
- HarvEast Holding — сельскохозяйственный бизнес

Также в группу СКМ входит футбольный клуб «Шахтер» и пятизвездочный стадион ФК «Шахтер» «Донбасс Арена».
SCM — активный участник глобального рынка венчурного капитала. SCM Advisors (UK) Limited занимается венчурными операциями SCM с 2015 года. В фокусе её инвестиций — новые компании в Европе и США. Команда SCM Advisors работает с учредителями, помогая им развивать свой бизнес, а также консультирует SCM по структурированию международных транзакций и сопровождает процесс принятия инвестиционных и стратегических решений в ряде традиционных активов SCM.
На украинском рынке венчурного капитала SCM работает через UMG Investments, которая открывает и помогает развивать новые бизнесы с высоким потенциалом роста.
В начале 2009 года на встрече участников Всемирного экономического форума в Давосе генеральный директор компании СКМ Олег Попов заявил о том, что компания будет продолжать развивать свои активы в стратегических для СКМ направлениях бизнеса — Метинвест, ДТЭК, финансовый, телекоммуникационный, медийный секторы, недвижимость и розничная торговля. Он также добавил, что покупка новых компаний не является основным приоритетом для компании, однако, если поступят интересные предложения, СКМ их обязательно рассмотрит.
Одно из последних крупных приобретений СКМ — вошедшая в состав группы Метинвест американская угледобывающая компания United Coal Company (UCC). По оценкам аналитиков сумма сделки составила более $1 миллиарда.
В ноябре 2010 года на пресс-конференции, посвященной десятилетию компании СКМ Олег Попов заявил о том, что в течение следующих 10 лет компания планирует вложить в развитие бизнеса группы СКМ $10 млрд и довести стоимость активов группы до $50-100 млрд.. Также генеральный директор СКМ заявил, что компания планирует приобретение активов в транспортном и сельскохозяйственном секторах.

## Социальная ответственность
Компании и бизнесы SCM ведут активную деятельность в сфере устойчивого развития.
В 2006 году SCM стала одной из первых украинских компаний, присоединившихся к Глобальному договору ООН — инициативе ООН, направленной на развитие КСО. В 2011 году SCM присоединилась к программе Global Compact LEAD, инициированной Генеральным секретарем ООН Пан Ги Муном на Давосском форуме.

## Работа СКМ в условиях вооружённого конфликта в Донбассе
В ходе боевых действий на востоке Украины в 2014—2015 годах предприятия группы SCM неоднократно подвергались массированным артобстрелам, в результате которых вынуждены были временно останавливать производственный процесс. Наиболее пострадали от обстрелов Авдеевский коксохимический завод, Енакиевский металлургический завод, ДТЭК Луганская ТЭС, ДТЭК Шахта Комсомолец Донбасса.
Начиная с 2014 года, SCM утратила контроль над целым рядом активов в сфере машиностроения, недвижимости, телекоммуникаций, сельского хозяйства, а также объектами футбольной инфраструктуры (стадионом «Донбасс Арена» и учебно-тренировочной базой «Кирша»).
Также на неконтролируемых территориях (НКТ) Донецкой и Луганской областей в 2014 году были закрыты офисы «Медиа Группы Украина» и прекратили свою деятельность банк ПУМБ, сеть автозаправок «Параллель» и сеть супермаркетов «Брусничка» (в 2014 и 2015 гг. соответственно).
В марте 2017 года в SCM потеряла контроль над всеми активами, расположенными на неконтролируемых территориях (НКТ) Донецкой и Луганской областей:
- В горно-металлургическом секторе (Метинвест): ЧАО «Енакиевский Металлургический завод» (включая его Макеевский филиал — ЧАО «Макеевский металлургический завод»), ЧАО «Енакиевский Коксохимпром», ЧАО «Харцызский трубный завод», ЧАО «Комсомольское рудоуправление», ЧАО «Краснодонуголь», ЧАО «Донецккокс», совместное украинско-швейцарское предприятие ООО «Метален»[22].
- В энергетическом секторе (ДТЭК): ЧАО «ДТЭК Шахта Комсомолец Донбасса», ООО «Моспинское УПП», ЧАО «ДТЭК ПЭС-Энергоуголь», ООО «ДТЭК Востокэнерго» (ОП «Зуевская ТЭС»), ПАО «ДТЭК Донецкоблэнерго», ООО «Техремпоставка», ООО «ДТЭК Свердловантрацит», ООО «ДТЭК Ровенькиантрацит», ООО «Электроналадка», ООО «ДТЭК Высоковольтные сети» и ООО «ДТЭК Сервис»[23].
- В секторе недвижимости (ЭСТА): БЦ «Пушкинский», БЦ «7-я линия».
- В промышленно-сырьевом сектор (UMG): Докучаевский флюсо-доломитный комбинат[24].

Также в результате военного конфликта SCM потеряла контроль над рядом активов в Крыму и Донбассе.
Сотрудники активов группы SCM в зоне конфликта активно работали над восстановлением предприятий и социальной инфраструктуры пострадавших городов (свет, тепло, вода, связь).
В августе 2014 года акционер SCM Ринат Ахметов принял решение об объединении финансовых и человеческих ресурсов всех бизнесов группы СКМ, благотворительного фонда и ФК «Шахтер» в рамках Гуманитарного штаба Рината Ахметова. Задача штаба — оказание помощи наиболее незащищённым жителям Донбасса, пострадавшим в результате военных действий.
С марта 2017 года власти Донецкой Народной Республики запретили деятельность Гуманитарного штаба на территории, находящейся под их контролем. Но Гуманитарный штаб продолжил свою деятельность на подконтрольной Украине территории и в так называемой «серой зоне».

### Деятельность SCM в условиях вооружённого конфликта
22 февраля, когда сотни людей вышли на улицы города Мариуполь в знак протеста против агрессивных действий России, акционер компании SCM Ринат Ахметов объявил, что компания заплатит 34 миллиона долларов налогов авансом, чтобы укрепить государственные финансы Украины: «Наша общая цель — сильная, мирная, независимая, единая Украина в её международно признанных границах… Каждый должен сделать все, что в его силах, чтобы укрепить страну… Сейчас единство — это вопрос выживания страны».
После начала российского вторжения компания быстро перешла на «военные рельсы». Главную её цель в нынешних условиях Ринат Ахметов сформулировал как «помочь украинцам выжить и выстоять»: «Мой Благотворительный фонд помогает украинца выжить — водой, продуктами, медикаментами, любой помощью, которую мы можем дать здесь и сейчас
.
А бизнесы SCM помогают армии и территориальной обороне. Помогают защищать наш суверенитет, нашу свободу и независимость. Помогают победить», — подчеркнул он для Forbes. Также Ринат Ахметов акцентировал внимание на том, что SCM будет использовать свои международные связи и возможности, чтобы доносить партнёрам правду о том, что из-за агрессивных действий РФ гибнут и страдают мирные украинцы. Ахметов прокомментировал войну: «То, что здесь происходит, — это военное преступление и преступление против человечности, против Украины и украинцев. Это нельзя ни объяснить, ни оправдать».
С начала войны бизнесы SCM совместно с Фондом Рината Ахметова и Футбольным клубом «Шахтер» уже направили более 2,1 млрд грн помощи для Украины и украинцев.
В частности:
- SCM выделила 100 млн грн на помощь Киеву;
- Метинвест приобретает средства защиты для ТрО на 330 млн грн.; металлургические предприятия группы Метинвест предоставили металл и изготовили для нужд обороны 35 тыс. противотанковых ежей и шипованных цепей против колесной техники.
- ПУМБ направил на ВСУ и ТрО 62,4 млн грн.;
- YASNO выделило 5 млн грн. на гуманитарную помощь;
- ДТЭК бесплатно поставляет электроэнергию больницам, военным, спасателям и пекарням в трех регионах примерно на 50-60 млн грн. в месяц. Компания предоставила 1,05 млн грн на нужды ТрО и детских больниц. Осуществляются поставки горючего, средств защиты и связи для войск ТрО. Кроме того, для восстановления электроснабжения мобилизованы все имеющиеся ремонтные бригады энергетиков в режиме 24/7. За месяц с начала войны энергокомпании компании вернули электроэнергию более 300 тысячам украинских семей.
- «Укртелеком» выделил 18,4 млн грн на помощь ВСУ и ТрО;
- HarvEast Holding оказал помощь ВСУ на сумму 500 тыс. грн.;
- «Лемтранс» выделил 20 млн грн помощи ВСУ и 650 тыс. грн. для ТрО;

Компании «Метинвест» и ДТЭК, входящие в состав SCM, в координации с Фондом Рината Ахметова создали гуманитарный проект «Спасаем жизни», который снабжает переселенцев продовольствием, а также помогает в эвакуации и расселении людей.
«Метинвест», UMG, ДТЭК и другие бизнесы SCM объединили усилия по созданию национальной и международной сети перевозчиков для доставки гуманитарной помощи в условиях войны — «Логистического фронта». Цель логистической сети — помочь людям и пострадавшим от российской агрессии городам, доставить продукты первой необходимости, поддержать работу критических объектов инфраструктуры. Компания призывает перевозчиков присоединяться к этой сети в качестве логистических партнеров.

### Пострадавшие активы
Луганская ТЭС. Накануне вторжения во время эскалации в ОРДЛО 22 февраля была обстреляна Луганская ТЭС ДТЭК. ЛуТЭС является основным источником тепло- и электроэнергии в области. Возобновление работы возможно при прекращении огня, отметили в ДТЭК. Это позволит энергетикам и работникам сетей провести ремонтные работы и обеспечить оборудование для дальнейшей работы станции после стабилизации ситуации в регионе.
Заводы «Азовсталь» и «ММК им. Ильича».
Завод АКХЗ. 13 марта Авдеевский коксохимический завод группы «Метинвест» подвергся массированному обстрелу. Снаряды повредили два коксохимических цеха и некоторые объекты на территории предприятия. Пострадавших нет.